# Sozialökologie (Zoologie)
Die biologische Sozialökologie untersucht, wie die Gruppenstruktur und -organisation von Tieren durch die Umwelt der Tiere beeinflusst werden.
Sozialökologische Forschungsansätze sind vor allem in der Primatenforschung verbreitet. Insbesondere wird in diesem Spezialgebiet der Verhaltensökologie versucht, die Evolution der Unterschiedlichkeit von Sozialsystemen zu erklären.